# Station Zeebrugge-Strand
Station Zeebrugge-Strand is een spoorwegstation langs spoorlijn 51A (Brugge – Zeebrugge) bij de kern Zeebrugge in de Brugse deelgemeente Lissewege.
In het weekend en dagelijks in juli en augustus rijden de treinen niet naar station Zeebrugge-Dorp, maar kennen hier hun eindhalte. Het is een stopplaats zonder voorzieningen; ook niet voor gehandicapten.
Het station werd geopend op zaterdag 9 juni 2001.
Het ligt op circa 700 meter afstand van Kusttram halte Strandwijk, en buslijn 479 stopt nabij het station.

## Galerij

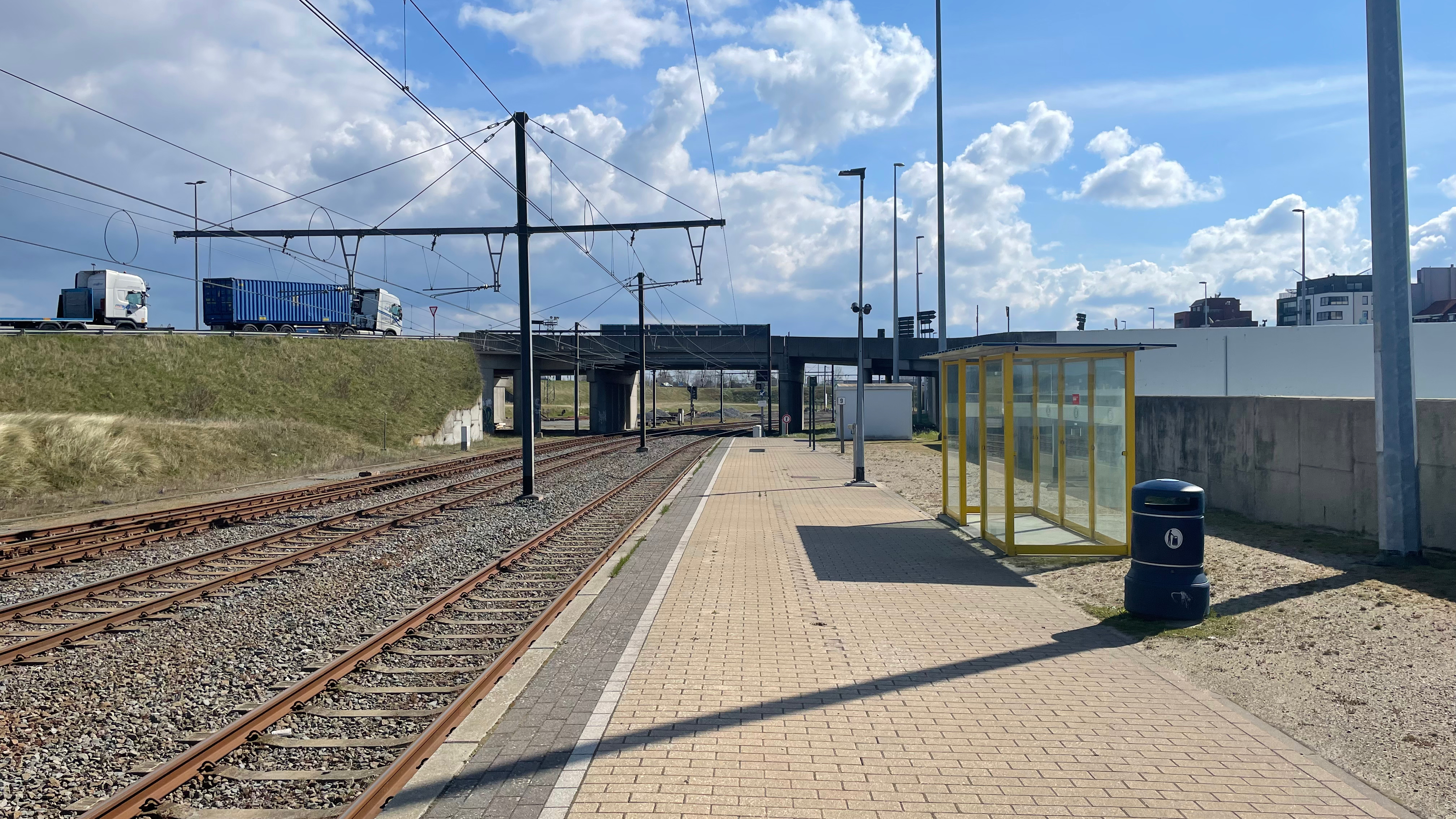
Zicht op het perron
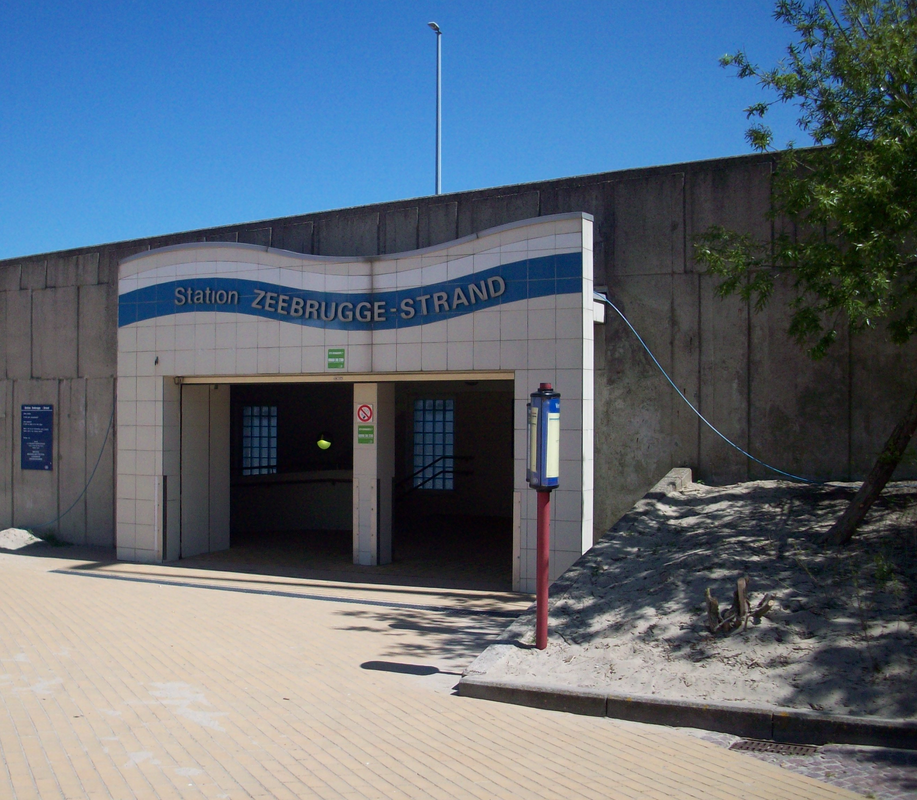
Toegang station (foto 2010)
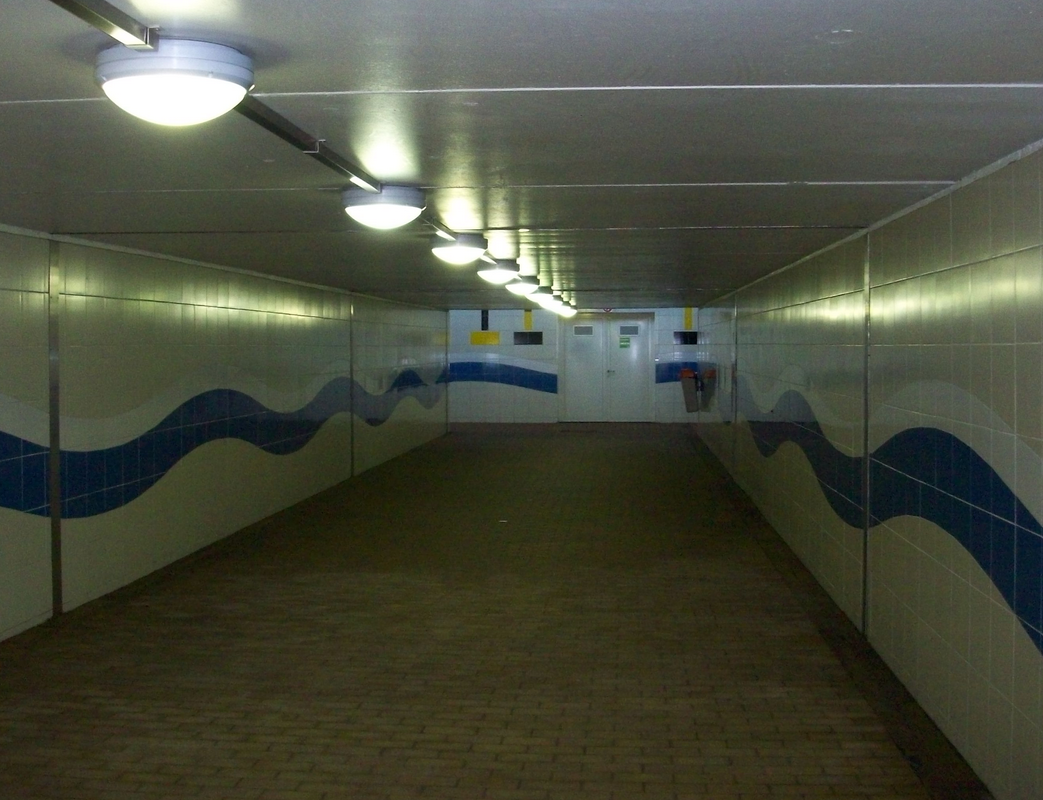
Verbindingsgang onder de Baron de Maerelaan in de richting van het perron. (foto 2010)

## Treindienst
| Serie | Treinsoort     | Route                                                                                           | Bijzonderheden |
| ----- | -------------- | ----------------------------------------------------------------------------------------------- | --- |
| L 550 | L-trein (NMBS) | Mechelen – Dendermonde – Gent-Sint-Pieters – Brugge – [ Zeebrugge-Strand ] / [ Zeebrugge-Dorp ] | Rijdt in het weekend tussen Zeebrugge-Strand - Gent-Sint-Pieters. Rijdt enkel in juli en augustus in de week tussen Zeebrugge-Strand - Mechelen. |

## Reizigerstellingen
De grafiek en tabel geven het gemiddeld aantal instappende reizigers weer op een week-, zater- en zondag.
| Tabel: aantal instappende reizigers station Zeebrugge-Strand | Tabel: aantal instappende reizigers station Zeebrugge-Strand | Tabel: aantal instappende reizigers station Zeebrugge-Strand | Tabel: aantal instappende reizigers station Zeebrugge-Strand |
|                                                              | Weekdag                                                      | Zaterdag                                                     | Zondag                                                       |
| ------------------------------------------------------------ | ------------------------------------------------------------ | ------------------------------------------------------------ | ------------------------------------------------------------ |
| 2000                                                         | -                                                            | -                                                            | -                                                            |
| 2001                                                         | -                                                            | 40                                                           | 31                                                           |
| 2002                                                         | -                                                            | 57                                                           | 42                                                           |
| 2003                                                         | -                                                            | 72                                                           | 47                                                           |
| 2004                                                         | -                                                            | 59                                                           | 42                                                           |
| 2005                                                         | -                                                            | 48                                                           | 39                                                           |
| 2006                                                         | -                                                            | 38                                                           | 26                                                           |
| 2007                                                         | -                                                            | 58                                                           | 44                                                           |
| 2008                                                         | -                                                            | -                                                            | -                                                            |
| 2009                                                         | -                                                            | 35                                                           | 33                                                           |
| 2010                                                         | -                                                            | -                                                            | -                                                            |
| 2011                                                         | -                                                            | -                                                            | -                                                            |
| 2012                                                         | -                                                            | 24                                                           | 30                                                           |
| 2013                                                         | -                                                            | 25                                                           | 32                                                           |
| 2014                                                         | -                                                            | 28                                                           | 26                                                           |
| 2015                                                         | -                                                            | 22                                                           | 29                                                           |
| 2016                                                         | -                                                            | 36                                                           | 46                                                           |
| 2017                                                         | -                                                            | 63                                                           | 64                                                           |
| 2018                                                         | -                                                            | 71                                                           | 60                                                           |
| 2019                                                         | -                                                            | 35                                                           | 42                                                           |
| 2020                                                         | -                                                            | 177                                                          | 159                                                          |
| 2021                                                         | -                                                            | -                                                            | -                                                            |
| 2022                                                         | -                                                            | 160                                                          | 172                                                          |
| 2023                                                         | -                                                            | 153                                                          | 136                                                          |
| 2024                                                         | -                                                            | 140                                                          | 140                                                          |

Assebroek ·
Brugge ·
Brugge-Dijk ·
Brugge-Dok ·
Brugge-Noord ·
Brugge-Sint-Pieters ·
Brugge-Vorming ·
Brugge-Zeehaven ·
Dudzele ·
Dudzele-Kanaal ·
Lissewege ·
Sint-Michiels ·
Steenbrugge ·
Zeebrugge-Vorming ·
Zeebrugge-Dorp ·
Zeebrugge-Strand ·
Zwankendamme
(Brugge ·
Brugge-Sint-Pieters) · 
2,3: Dudzele-Kanaal ·
5,9: Lissewege ·
7,1: Zwankendamme ·
9,8: Zeebrugge-Dorp ·
Zeebrugge-Strand